# Уэст-Данбартоншир
Уэ́ст-Данба́ртоншир (англ. West Dunbartonshire, гэльск. Siorrachd Dhùn Bhreatainn an Iar) — один из 32 округов Шотландии.

## География
Округ Уэст-Данбартоншир территориально граничит с округами Аргайл-энд-Бьют на северо-западе, Стерлинг на северо-востоке, Ист-Данбартоншир на востоке, Глазго-Сити на юго-востоке и Ренфрушир на юге.

### Населенные пункты
- Баллох (Balloch)
- Бонхилл (Bonhill)
- Дамбартон (Dumbarton)
- Клайдбанк (Clydebank)

## Достопримечательности
- Национальный парк Лох-Ломонд-энд-те-Троссахс (частично на территории округа)
- Остров Инчмаррин